# Facundo Bruera
Facundo Bruera (* 23. září 1998) je argentinský fotbalový útočník hrající za Club Nacional v nejvyšší paraguayské soutěži, kde je na hostování z druholigového argentinského Brown de Adrogué.

## Klubová kariéra
Bruera je odchovancem Estudiantes de La Plata. V srpnu 2017 zde podepsal první profesionální smlouvu a odešel na roční hostování do druholigového Independiente Rivadavia. Zde se ale neprosadil, nastoupil do tří utkání, z toho pouze jednou v základní sestavě. V srpnu 2018 přestoupil z Estudiantes do druholigového Quilmes AC. V sezoně 18/19 nastoupil do 7 zápasů, v utkání s Platense zapsal 1 gól. V ročníku 19/20 nastoupil do 12 zápasů, vstřelil 1 gól a následně odešel jako volný hráč do jiného druholigového klubu, Brown de Adrogué. Zde se střelecky probudil, v 32 utkáních základní části nastřílel celkem 16 gólů a stal se druhým nejlepším střelcem soutěže. V lednu 2022 odešel na roční hostování do paraguayského Club National. V jarní části soutěže vstřelil 12 gólů a byl jejím druhým nejlepším střelcem. V červenci 2022 o něj údajně měla projevit zájem pražská Sparta.